# Neptune Avenue
Neptune Avenue, in passato conosciuta con il nome di Van Sicklen, è una fermata della metropolitana di New York, situata sulla linea IND Culver. Nel 2014 è stata utilizzata da 512 828 passeggeri.
È servita dalla linea F Sixth Avenue Local, sempre attiva.